# 達爾 (內布拉斯加州)
達爾（英語：Darr）是位於美國內布拉斯加州道生縣的非建制地區。

## 歷史
達爾的郵局於1902年設立，其後於1923年停運。

## 地理
達爾所處的海拔為高於海平面747米（即2451英呎），而該地所採用的時區為UTC-6，即北美中部时区（CST）。同時該地設有夏令時間，為UTC-6調快一小時，即UTC-5（CDT）。